# 徳川治休
徳川 治休（とくがわ はるよし）は、江戸時代中期の尾張藩の世嗣。官位は従三位・左近衛権中将、右兵衛督。

## 生涯
9代藩主・徳川宗睦の長男として誕生。幼名は熊五郎。
明和2年（1765年）に10代将軍・徳川家治に拝謁し叙任する。明和5年（1768年）には家治の次女・万寿姫と婚約した。しかし、婚姻成立前に万寿姫は死去し、治休も家督相続前の安永2年（1773年）、当時の流行病にかかって早世した。享年21。法号は紹隆院。墓所は愛知県名古屋市建中寺。
代わって弟・治興が嫡子となった。